# Andjety
Andjety és un déu funerari de la mitologia egípcia. Igual que Osiris, Andjety decideix el renaixement del difunt al més enllà. El seu principal lloc de culte era Busiris, la capital del novè Nomós del Baix Egipte. Va ser representat a l'ensenya fetitxe del nom en la forma (probable) d'un rei que tenia el ceptre Heka i el flagel Nekhekh, amb una corona similar a la corona Atef d'Osiris: banyes de carner superades per un con emmarcat per dues plomes subjectades per una llarga cinta que cau per l'esquena.
El seu nom probablement significa " El d'Andjet», Sent Andjet el nom egipci de Busiris. Alguns autors veuen en andjety un rei dinàstic del Delta del Nil que va ser divinitzat després de la seva mort, tot i que el déu s'esmenta que des de la V dinastia dels Textos de les Piràmides, presidint les prefectures d'Orient.
Al Nou Regne, estava representat al temple de Séthi I. a Abidos. Tanmateix, Osiris, que li havia manllevat els seus atributs, el va acabar suplantant, de la mateixa manera que Busiris va ser suplantat per la ciutat santa d'Abidos.